# Hendrella trimaculata
Hendrella trimaculata är en tvåvingeart som först beskrevs av Hardy 1988.  Hendrella trimaculata ingår i släktet Hendrella och familjen borrflugor. Inga underarter finns listade i Catalogue of Life.